# Natural Language Toolkit

Cây phân tích cú pháp được tạo ra bằng NLTK

Natural Language Toolkit (tạm dịch là Bộ công cụ Ngôn ngữ Tự nhiên, hay viết tắt là NLTK) là một bộ thư viện và chương trình dành cho xử lý ngôn ngữ tự nhiên (NLP) thống kê và biểu tượng tiếng Anh, được xây dựng bằng ngôn ngữ Python. Steven Bird and Edward Loper là hai tác giả phát triển NLTK tại Khoa Khoa học Thông tin và Máy tính,  đại học Pennsylvania. NLTK bao gồm các minh họa đồ họa và dữ liệu mẫu, đi kèm một cuốn sách chứa các giải thích về khái niệm cơ bản đằng sau các tác vụ xử lý ngôn ngữ được hỗ trợ bởi bộ công cụ, và một cuốn sách hướng dẫn.

## Thư viện nổi bật
- Phân tích từ vựng: token hóa văn bản và từ chữ
- N-gram và cách kết hợp từ
- Gán nhãn từ loại (part-of-speech tagging)
- Mô hình câu và phân tích cú pháp nông (shallow parsing) văn bản
- Nhận dạng thực thể có tên